# Ахалсопели (Амбролаурский муниципалитет)
Ахалсопели (груз. ახალსოფელი) — село в Грузии, на территории Амбролаурского муниципалитета края (мхаре) Рача-Лечхуми и Нижняя Сванетия.

## География
Село находится в северной части Грузии, на левом берегу реки Крихулы, на расстоянии 2 километров к югу от города Амбролаури, административного центра муниципалитета. Абсолютная высота — 717 метров над уровнем моря.

## Население
По результатам официальной переписи населения 2014 года, в Ахалсопели проживало 36 человек (15 мужчин и 21 женщина). В национальной структуре населения грузины составляли 100 %.
| Год  | Население, человек |
| ---- | ------------------ |
| 2002 | 80                 |
| 2014 | ↘ 36               |